# Ar-Ruffa
Ar-Ruffa (arab. الرفة) – miejscowość  w Syrii, w muhafazie Idlib. W 2004 roku liczyła 1188 mieszkańców.